# Navrang
Navrang ist ein Hindi-Film von V. Shantaram aus dem Jahr 1959.

## Handlung
Diwakar ist ein Poet und liebt seine Ehefrau Jamuna über alles. Doch Jamuna ist nicht einverstanden, dass Diwakar vor lauter Poesie in einer Fantasiewelt lebt und die reale Welt immer weniger wahrnimmt. Diwakar geht sogar so weit, dass er sich eine Fantasiefrau im Körper seiner Frau erschafft, die er Mohini nennt.
Bald wird Diwakar zu einem anerkannten Poet und Jamuna gebärt einen Jungen. Leider dauert das Glück nicht lange an: Diwakar verliert seinen Job aufgrund eines kritischen Hetzsongs gegen die Briten. Nun kann er seinen kränklichen Vater nicht mehr versorgen ebenso wenig wie seinen Sohn, der am Verhungern ist. Dies alles macht Jamuna zornig, vor allem aber Diwakars wachsende Besessenheit von Mohini.
Als Jamuna sich entscheidet von Diwakar getrennt zu leben, ist dieser innerlich vernichtet und nicht mehr in der Lage zu dichten. Langsam begreift Jamuna, dass Diwakar ohne sie nicht leben kann und verzeiht ihm.

## Musik
| Songtitel                | Sänger/in                                      |
| ------------------------ | ---------------------------------------------- |
| Tu Chhupi Hai Kahan      | Asha Bhosle, Manna Dey                         |
| Adha Hai Chandrama       | Asha Bhosle, Mahendra Kapoor                   |
| Shyamal Shyamal Baran    | Mahendra Kapoor                                |
| Rane De Re               | Asha Bhosle, Manna Dey, C. Ramchandra (Stimme) |
| Are Ja Re Hat Natkhat    | Asha Bhosle, Mahendra Kapoor                   |
| Tum Mere Main Teri       | Asha Bhosle                                    |
| Te Mati Sabhi Ke Kahani  | Mahendra Kapoor                                |
| Aa Dil Se Dil Mila Le    | Asha Bhosle                                    |
| Kavi Raja Kavita Ke Ab   | Bharat Vyas                                    |
| Tum Paschim Ho Hum       | C. Ramchandra                                  |
| Kari Kari Kari Andhiyari | Asha Bhosle, C. Ramchandra                     |
| Tum Saiyan Gulab Ke      | Asha Bhosle                                    |

## Auszeichnungen
Filmfare Award 1960
- Filmfare Award/Bester Schnitt an Chintaman Borkar
- Filmfare Award/Bester Ton an A. K. Parmar

Nominierungen:
- Filmfare Award/Beste Regie an V. Shantaram